# جيسامين ديوك
جيسامين ديوك (بالإنجليزية: Jessamyn Duke) هي مصارعة محترفة أمريكية، وفنانة فنون القتال المختلطة السابقة، ولدت في 24 يونيو 1986 في ويتسبورغ في الولايات المتحدة. تم توقيعها في لعبة دبليو دبليو إي كجزء من علامتهم التجارية إن إكس تي . تنافست سابقًا على بطولة بطولة القتال النهائي وبطولات إنفيكتا القتالية في قسم وزن البانتام للسيدات.

## روابط خارجية
- جيسامين ديوك على موقع IMDb (الإنجليزية)
- جيسامين ديوك على موقع يو إف سي (الإنجليزية)
- جيسامين ديوك على موقع شيردوغ (الإنجليزية)
- جيسامين ديوك على موقع Tapology.com (الإنجليزية)
- جيسامين ديوك على موقع دبليو دبليو إي (الإنجليزية)
- جيسامين ديوك على موقع WrestlingData.com (الإنجليزية)
- جيسامين ديوك على موقع CageMatch worker (الإنجليزية)
- جيسامين ديوك على موقع قاعدة بيانات المصارعة على الإنترنت (الإنجليزية)